# Квади
Квадите (на латински: Quadi) са малко западно германско племе, обитавало през 1 век пр.н.е. ниското течение на река Майн, а от началото на новата ера до 6 век на север от средното течение на Дунав, а също и покрай горната част на реките Елба и Одер – на територията на днешните Австрия, Моравия, Западна Словакия и Северна Унгария.
През 160 г. квадите в съюз с маркоманите нападат римската провинция Панония. В проточилата се 20 години Маркоманска война Марк Аврелий успява да разбие нашествениците и да стабилизира североизточната граница на Римската империя.
В началото на 5 век част от квадите, заедно с вандалите се преселва в Испания и основават в северозападната част на Пиренейския полуостров свое кралство. През 585 то е завладяно от вестготите.